# میکائیل انتونیو
میکائیل گرگوری انتونیو (انگلیسی: Michail Gregory Antonio؛ زادهٔ ۲۸ مارس ۱۹۹۰) بازیکن فوتبال اهل انگلستان است.
از باشگاه‌هایی که در آن بازی کرده‌است می‌توان به توتینگ و میتچام یونایتد، ریدینگ، چلتنهام تاون، ساوت‌همپتون، و کولچستر یونایتد، شفیلد ونزدی، ناتینگهام فارست ، وستهام یونایتد و تیم ملی فوتبال جامائیکا اشاره کرد.
شنیده
میکند